# Diego de Esquivel y Navia
Diego de Esquivel y Navia (Oropesa, 1672? - Cuzco, 1730?) fue un noble criollo y funcionario colonial en el Virreinato del Perú. Segundo Marqués de San Lorenzo de Valle Umbroso.

## Biografía
Fueron sus padres el cusqueño Diego de Esquivel y Jaraba, I marqués de San Lorenzo de Valle Umbroso, y la dama charqueña Guiomar de Navia Salas y Valdés. Heredó de sus padres los mayorazgos de Esquivel, Jaraba y Ayopaya, además de un amplio patrimonio, que comprendía haciendas, cañaverales, obrajes y demás bienes inmuebles.
Comenzó su carrera pública al ser elegido alcalde ordinario del Cuzco (1693), dignidad que asumiría nuevamente cuatro años después. Luego sería nombrado procurador general de la ciudad (1698) y posteriormente, nombrado corregidor de Calca (1704), provincia que gobernó por dos periodos consecutivos; asimismo, fue corregidor interino del Cuzco (1707) y finalmente efectivo (1713). Además fue alguacil mayor propietario de la Santa Inquisición.

## Matrimonio y descendencia
Se casó en el Cuzco, con la limeña Josefa de Espínola Villavicencio Pardo de Figueroa, hija de Nuño de Espínola Villavicencio, antiguo corregidor del Cuzco, y de la charqueña Juana María Pardo de Figueroa Sotomayor, con quien tuvo como única hija legítima a Petronila Josefa de Esquivel y Espínola, III marquesa de San Lorenzo de Valle Umbroso, casada con José Agustín Pardo de Figueroa y Luján Vázquez de Acuña, con sucesión.
Tuvo además con anterioridad, a un hijo ilegítimo llamado como él: Diego de Esquivel y Navia, quien llegaría a ser deán de la Catedral del Cuzco y connotado historiador colonial.